# Metopomyza xanthaspis
Metopomyza xanthaspis är en tvåvingeart som först beskrevs av Friedrich Hermann Loew 1858.  Metopomyza xanthaspis ingår i släktet Metopomyza och familjen minerarflugor.
Artens utbredningsområde är Polen. Arten är reproducerande i Sverige. Inga underarter finns listade i Catalogue of Life.